# جيروان لومو
جيروان لومو (بالهولندية: Jeroen Lumu) (27 مايو 1995 بتلبرغ في هولندا - ) هو لاعب كرة قدم هولندي في مركز الهجوم. شارك مع منتخب هولندا تحت 17 سنة لكرة القدم ومنتخب هولندا تحت 21 سنة لكرة القدم. أما مع النوادي، فقد لعب مع فيلم تو تيلبورغ ونادي بترولول بلويشتي ونادي دوردريخت ونادي لودوغورتس رازغراد ونادي هيرنفين.

## وصلات خارجية
- جيروان لومو على موقع الاتحاد الأوربي (الإنجليزية)
- جيروان لومو على موقع اتحاد تركيا (لاعب) (الإنجليزية)
- جيروان لومو على موقع قاعدة بيانات كرة القدم.إي يو (الإنجليزية)
- جيروان لومو على موقع Soccerway.com (الإنجليزية)
- جيروان لومو على موقع عالم كرة القدم.نت (الإنجليزية)